# Pallenopsis forficifera
Pallenopsis forficifera är en havsspindelart som beskrevs av Wilson, E.B. 1881. Pallenopsis forficifera ingår i släktet Pallenopsis och familjen Phoxichilidiidae. Inga underarter finns listade i Catalogue of Life.